# Iulius Gallus Aquila
Iulius Gallus Aquila war ein römischer nachklassischer Jurist des 3. Jahrhunderts.
Aquila ist der – ansonsten unbekannte – Autor einer Sammlung von Gutachten (responsa) mit dem Titel Responsorum liber. Exzerpiert waren Eigenbeiträge und Schriften weiterer Juristen, so von Licinius Rufinus, Papirius Iustus und Gaius Aelius Gallus. Die Schrift bildete den Schluss einer Ediktmasse. Rechtshistorische Bedeutung erlangte das Werk durch die justinianischen Kompilatoren, die darauf zurückgriffen. Zwei kurze Textstellen wurden in die Digesten übernommen. Erwähnt wird Aquila im „Index auctorum“ der Digesten.
Lange Zeit wurde vermutet, dass Juristen in der Spätantike nicht mehr frei hätten respondieren können. Diese Vermutung widerlegen heute jedoch Erkenntnisse über die Respondierpraxis des Eustochius in Africa im frühen 5. Jahrhundert. Soweit Responsensammlungen nach Auffassung der Rechtshistoriker weiterhin schlecht in den Dominat passen, wird gleichwohl die Auffassung vertreten, dass bis zur Wende vom 3. in das 4. Jahrhundert in Rom derartige Veröffentlichungen getätigt worden sein könnten, insbesondere weil der Duktus der Texte an Responsen Modestins erinnerten. Detlef Liebs will nicht ausschließen, dass Aquila noch ein Schüler Modestins gewesen war und veranschlagt für diesen Fall eine Entstehungszeit der Sammlung um 260 n. Chr.